# آرثر روبن
آرثر روبن (بالفرنسية: Arthur Robin)‏ هو لاعب سيرك ‏ فرنسي، ولد في 5 فبراير 1927 في غوادلوب في فرنسا.

## وصلات خارجية
- آرثر روبن على موقع IMDb (الإنجليزية)
- آرثر روبن على موقع ألو سيني (الفرنسية)